# 穆拉森山
穆拉森山（西班牙語： [mulaˈθen]）海拔3,478.6米，是西班牙本土的最高峰（如包括离岛则是泰德峰），亦是伊比利亚半岛的最高点。位于西班牙的内华达山脉。